# مولوان (کانزاس)
مولوان (به انگلیسی: Mulvane) شهری در ایالت کانزاس کشور ایالات متحده آمریکا است که جمعیت آن در سرشماری سال ۲۰۱۰ میلادی، ۶٬۱۱۱ نفر بوده‌است.